# Bladi (Bondokuy)
Pour les articles homonymes, voir Bladi.
Ne doit pas être confondu avec Bladi (Douroula).
Bladi est un village du département et la commune rurale de Bondokuy (ou Bondoukuy), situé dans la province du Mouhoun et la région de la Boucle du Mouhoun au Burkina Faso.

## Géographie

### Démographie
- En 2012 le village comptait 1 000 habitants estimés[1].

## Histoire
Avant les élections locales de 2012, Bladi était rattaché au village de Bouénivouhoun.

## Santé et éducation
Le village ne possède pas d'école primaire publique